# Twierdza Koblencja
Twierdza Koblencja (niem. Festung Koblenz und Ehrenbreitstein) – system fortyfikacji pruskich otaczających Koblencję w Niemczech. Projektantami twierdzy byli: gen. Ernst von Aster oraz gen. Gustav von Rauch. Twierdza była budowana w 3 etapach: 1815-1830, 1859-1868 oraz 1871-1886. W 1890 roku zdeklasyfikowano część twierdzy, a w latach 1896–1899 rozebrano bramy rdzenia. W latach 1920–1927 przeprowadzono rozbiórkę dzieł twierdzy.
Poligonalne umocnienia rdzenia otoczono trzema grupami fortów, których ośrodkami są trzy forty główne zwane „festami” (niem. Feste = forteca). W skład tych umocnień weszły forty: Ehrenbreitstein, Kaiser Alexander oraz Kaiser Franz. Dla wzmocnienia tych fortów wzniesiono kilka innych fortów (Grossfürst Konstantin sprzężony z Feste Alexander, Fort Asterstein, Bubenheimer Flesche, Moselflesche, Neuendorfer Flesche), które tworzyły pierścień zewnętrzny. W latach sześćdziesiątych XIX w. rozbudowano dzieło Glockenberg. Jako ostatnie zostały wzniesione forty Rheineck oraz Arzheimer.